# (335) Roberta
(335) Roberta est un astéroïde de la ceinture principale découvert par Anton Staus (de) le 1er septembre 1892.